# Dorothy Kenyon
Dorothy Kenyon (* 17. Februar 1888 in New York; † 12. Februar 1972 ebenda) war eine New Yorker Rechtsanwältin, Richterin, Feministin und politische Aktivistin für Bürgerrechte. Sie war Delegierte in der ersten Kommission der Vereinten Nationen zur Rechtsstellung der Frau, in den 1950er Jahren war sie den Verfolgungen der McCarthy-Ära ausgesetzt.

## Jugend und Ausbildung
Kenyon wurde 1888 in New York als Tochter von Maria Wellington Stanwood und William Houston Kenyon, einem Patentanwalt, geboren. Sie wuchs an der Upper West Side New Yorks auf, die Sommer verbrachte die Familie in Lakeville in Connecticut. 1904 verließ sie die Horace Mann School und besuchte das Smith College, wo sie Ökonomie und Geschichtswissenschaften studierte. Am Smith College wurde sie 1908 in die akademische Ehrengesellschaft Phi Beta Kappa aufgenommen. Nach ihrem Abschluss verbrachte sie ein Jahr in Mexiko, wo sie Armut und Ungerechtigkeit aus nächster Nähe erlebte. Nach dieser Erfahrung entschied sie, sich im Bereich sozialer Fragen zu engagieren. 1917 schloss sie ihre juristische Ausbildung an der School of Law der New York University ab.

## Berufliche Tätigkeit und gesellschaftspolitische Arbeit
In ihrer ersten beruflichen Tätigkeit beriet sie als Mitglied einer Forschungsgruppe von Juristen die amerikanischen Delegierten bei der Pariser Friedenskonferenz 1919. In ihrer Forschungsarbeit untersuchte Kenyon die Verhältnisse der Arbeitswelt in Kriegszeiten und bereitete ökonomische Daten für die Konferenz auf. Danach arbeitete sie jeweils kurz als Anwaltsfachangestellte und für die US-Regierung in Washington, D.C. Von 1919 bis 1925 war Kenyon bei der Firma Pitkin Rosenson and Henderson in New York angestellt. 1934 wurde sie zum Mitglied des Rates für die Steuerentlastung von Arbeitslosen beim New York City Comptroller ernannt. Von 1935 bis 1937 war sie erste stellvertretende Commissioner of Licence von New York.
Im Jahr 1930 gründete Kenyon zusammen mit Dorothy Straus die Kanzlei Straus and Kenyon, die sich schwerpunktmäßig um Frauenrechte kümmerte. Die Zusammenarbeit endete 1939, als Kenyon Richterin am Municipal Court wurde, wo sie als „Judge Kenyon“ bekannt wurde.
Dorothy Kenyon engagierte sich in den unterschiedlichsten gesellschaftlichen Problemfeldern. In den 1920er Jahren unterstützte sie die Einführung von Geburtenkontrolle. 1920 gründete sie mit anderen zusammen die Consumers Cooperative Services, die eine Kette kooperativ organisierter Cafeterias in New York betrieb. Sie sah sich selbst als Feministin und übernahm Aufgaben und Ämter in vielen verschiedenen Frauenrechtsorganisationen. 1936 wurde sie Vorsitzende eines Komitees, das den Umgang mit Frauen in Gerichtsverfahren untersuchte. In dieser Funktion forderte sie unter anderem einen vorurteilsfreieren Umgang mit Prostituierten vor Gericht und eine härtere Haltung gegenüber Zuhältern.
Kenyon galt als charismatische Rednerin und reiste häufig quer durch die USA, um Vorträge über bürgerliche Freiheiten, das Recht und die Gleichberechtigung von Mann und Frau zu halten.

## Aufgaben bei internationalen Organisationen
Dorothy Kenyon arbeitete von 1938 bis 1943 für das International Committee on Intellectual Cooperation, die Vorgängerorganisation der UNESCO.
Sie war von 1946 bis 1950 Gründungsmitglied der Kommission der Vereinten Nationen zur Rechtsstellung der Frau und arbeitete an der Formulierung der Allgemeinen Erklärung der Menschenrechte mit. Sie beklagte in dieser Zeit, welch geringe Rolle Frauen im Regierungssystem der Vereinigten Staaten spielten.

## Die McCarthy-Ära
Im Rahmen der Verfolgungen während der McCarthy-Ära wurde auch Kenyon Ziel von Angriffen. Die Anschuldigungen Joseph McCarthys vom 8. März 1950 wegen ihrer angeblichen Verbindungen zu 28 kommunistischen Organisationen bezeichnete sie als „komplette Lügen“ und nannte McCarthy einen „Feigling, der sich unter dem Mantel der Immunität des Congresses verstecke“. Sie betonte, dass sie weder zum damaligen Zeitpunkt noch früher Unterstützerin, Mitglied oder Sympathisantin einer Organisation gewesen sei, von der sie gewusst oder vermutet habe, dass sie von Kommunisten kontrolliert oder gesteuert sei. Am Folgetag veröffentlichte die New York Times einen Leitartikel, der Kenyon unterstützte, woraufhin McCarthy erklärte, dass er an ihrem Fall wenig Interesse habe. Ein Unterausschuss des US-Senats lehnte die Klage gegen sie am 17. Juli 1950 ab.
Im Rahmen ihrer Auseinandersetzung mit McCarthy erhielt Kenyon breite Unterstützung aus der Presse und von angesehenen Persönlichkeiten wie Eleanor Roosevelt. Obwohl sie von allen Anschuldigungen freigesprochen worden war, war ihr Ansehen dennoch so weit geschädigt, dass sie in der Folge keine öffentlichen Ämter mehr erhielt.

## Arbeit für Bürgerrechte
Während der 1950er und 1960er Jahre erstellte Kenyon juristische Schriftsätze für die National Association for the Advancement of Colored People (NAACP) und arbeitete für die Bürgerrechtsbewegung American Civil Liberties Union (ACLU). Sie drängte in der ACLU darauf, sich gegen sexistische Vorschriften und Institutionen zu positionieren. Kenyon war viele Jahre die einzige Frau im Vorstand der ACLU. Sie schloss sich der Bewegung für das Equal Rights Amendment an und arbeitete mit den wesentlich jüngeren Feministinnen des Women’s Liberation Movement zusammen. So nahm sie am Frauenstreiktag für Gleichberechtigung (26. August 1970) teil und unterstützte die Kampagne zur Legalisierung von Schwangerschaftsabbrüchen.
1966 war Dorothy Kenyon zusammen mit ihrem Anwaltskollegen Pauli Murray erfolgreich in einem Verfahren (White v. Crook) vor dem Bundesappellationsgericht in New Orleans, welches entschied, dass Frauen die gleichen Rechte wie Männer haben, einem Gericht anzugehören. Als die Anwältin und spätere Richterin am Obersten Gerichtshof der Vereinigten Staaten Ruth Bader Ginsburg ihren Kommentar zum Fall Reed v. Reed verfasste, bei dem der Supreme Court 1971 erstmals den 14. Verfassungszusatz (Staatsbürgerschaftsrecht) auch auf Frauen ausweitete, gab sie Murray und Kenyon – in Anerkennung ihrer Verdienste – als Coautoren an.
Kenyon engagierte sich in verschiedenen Zusammenhängen für Präsident Johnsons Krieg gegen die Armut und noch mit 80 Jahren arbeitete sie unermüdlich und fast ohne Unterstützung am Aufbau einer Rechtsberatung für Mittellose an der Lower West Side.

## Privatleben
Während ihres Lebens hatte sie langjährige und intensive romantische Beziehungen zu verschiedenen Männern (Walcott Pitkin, Elihu Root Jr. und L. V. Pulsifer). Wegen ihres großen Unabhängigkeitsbedürfnisses entschied sie sich aber, nicht zu heiraten.
Als 1969 bei Kenyon Magenkrebs diagnostiziert wurde, verbarg sie die Schwere ihrer Krankheit gegenüber den meisten Leuten und lehnte es ab, ihre juristische oder politische Arbeit zu reduzieren oder gar zu beenden. Sie arbeitet als Anwältin bis zu ihrem Tod am 12. Februar 1972, kurz vor ihrem 84. Geburtstag.

## Weiterführende Literatur
- Edited by Kerber, Linda K., Skla, Kathryn Kish and Kessler-Harris, Alice: U.S. History As Women’s History: New Feminist Essays. The University of North Carolina Press, 1995, ISBN 0-8078-4495-0 (englisch).
- Lawrence N. Strout: Covering McCarthyism: How the Christian Science Monitor Handled Joseph R. McCarthy, 1950–1954. Greenwood Press, 1999, ISBN 0-313-31091-2 (englisch).
- Susan M. Hartmann: The Other Feminists: Activists in the Liberal Establishment. Yale University Press, 1998, ISBN 0-300-07464-6 (englisch).
- Edited by James, Edward T., James, Janet Wilson and Boyer, Paul: Notable American Women, 1607–1950: A Biographical Dictionary. Belknap Press, 1974, ISBN 0-674-62734-2 (englisch).